# Joseph Suder
Joseph Suder (Magonza, 12 dicembre 1892 – Monaco di Baviera, 13 settembre 1980) è stato un compositore e direttore d'orchestra tedesco.

## Biografia
Nel 1911 si è trasferito a Monaco di Baviera per studiare presso l'Accademia di Musica.
Nel 1978 gli è stato assegnato il Premio Arte e Cultura Pasing.

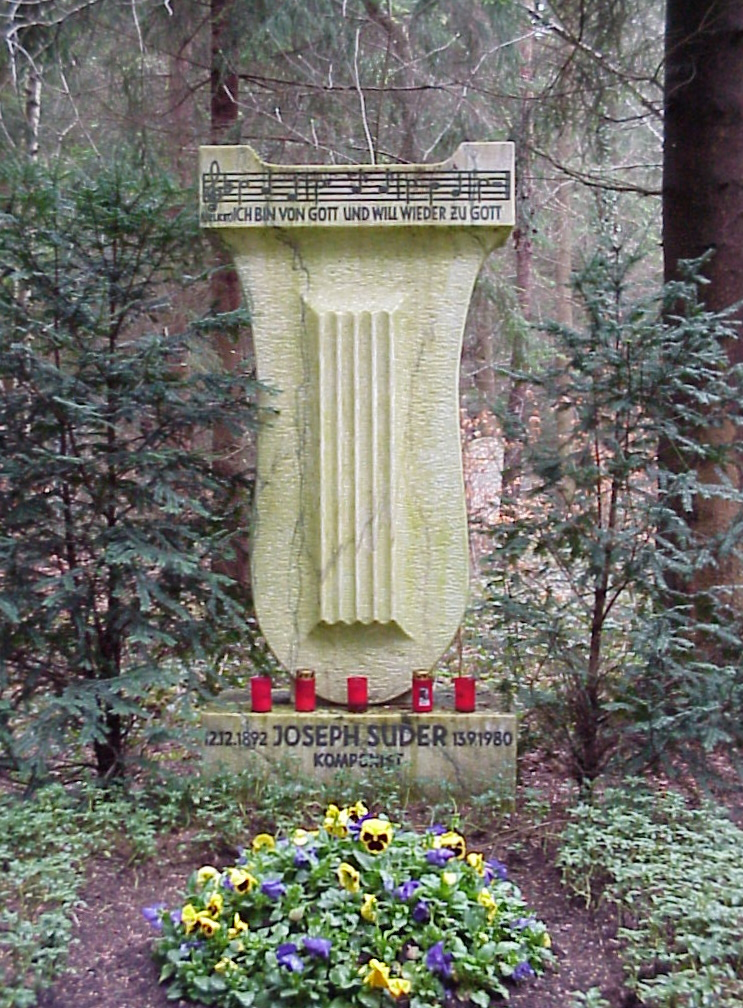
Tomba.

Morì dopo una lunga malattia all'età di 87 anni.

## Opere
Ha composto numerose sinfonie e concerti da camera.
Tra il 1926 e circa 1934 Suder scrisse la sua unica opera, Kleider machen Leute (L'abito fa l'uomo), basato sul romanzo di Gottfried Keller, tuttavia l'opera è stata rappresentata per la prima volta soltanto nel 1964 a Coburgo.
Dopo la seconda guerra mondiale ha composto la Messa Dona nobis pacem eseguita per la prima volta nel 1948 nella Chiesa di Gräfelfing.
Nel 1952 Suder ha fondato il coro e l'orchestra cittadina del Politecnico di Monaco di Baviera Oskar von Miller, uno dei precursori dell'Università di Monaco di Baviera. Nel 1962 ha lasciato la conduzione di questi gruppi a suo figlio Alexander Suder.